# Tim Owens
Tim Owens, właśc. Timothy S. Owens (ur. 13 września 1967 w Akron) – amerykański wokalista heavymetalowy. Członek m.in. grup Judas Priest i Iced Earth, obecnie Yngwie Malmsteen Rising Force.
W 2006 roku piosenkarz został sklasyfikowany na 97. miejscu listy 100 najlepszych wokalistów wszech czasów według Hit Parader.

## Życiorys
W młodości pracował jako sprzedawca. Był także frontmanem heavymetalowej grupy Winter’s Bane, z którą w 1993 nagrał album Heart of a Killer oraz pełnił funkcję wokalisty tribute bandu British Steel.
W 1996 niespodziewanie zdobył popularność, zostając frontmanem Judas Priest. Został w zespole do 2003, kiedy to do grupy powrócił poprzedni wokalista Rob Halford. Owens nagrał z brytyjskim zespołem 2 albumy studyjne, 2 koncertowe oraz jedno wydawnictwo DVD. W wywiadzie dla portalu FoundryMusic.com oświadczył, że nigdy nie powróciłby do Judas Priest.
Niedługo po opuszczeniu Judas Priest Owens został wokalistą powermetalowej grupy Iced Earth, z którą wydał dwa albumy długogrające oraz jeden minialbum. W 2007 roku zastąpił go poprzedni wokalista zespołu Matthew Barlow.
W 2006 założył wraz z Dennisem Hayesem, kolegą z Winter’s Bane, grupę nazwaną Beyond Fear, z którą jeszcze w tym samym roku wydał album Beyond Fear.
W 2008 dołączył do zespołu Yngwie Malmsteena. 13 października tego samego roku miała miejsce premiera pierwszego wspólnego dzieła Yngwiego i Owensa, zatytułowanego Perpetual Flame.
W następnym roku wokalista rozpoczął prace nad pierwszym w karierze solowym albumem. Przy komponowaniu utworów współpracował m.in. z: Chrisem Caffery (Savatage, Trans-Siberian Orchestra), Bobem Kulickem, Mikiem Callahanem (ex-Earshot) i Johnem Comprixem (Beyond Fear, Ringworm). Lista muzyków uczestniczących przy nagrywaniu albumu obfituje w znane nazwiska, m.in.: Craig Goldy, Doug Aldrich, Dave Ellefson (Megadeth), czy Vinny Appice. Wydawnictwo zatytułowane jest Play My Game, a jego premiera w Europie miała miejsce 18 maja 2009 roku.
W tym samym roku Owens dołączył do nowej supergrupy Charred Walls of the Damned, założonej przez Richarda Christy’ego. Debiutancka płyta zespołu została wydana przez Metal Blade Records w lutym 2010 roku.
Od 2019 jest członkiem KK’s Priest, w której składzie jest były gitarzysta Judas Priest K.K. Downing.

## Dyskografia

### ZWinter’s Bane
- 1993 Heart of a Killer

### ZJudas Priest
- 1997 Jugulator
- 1998 Live Meltdown (live)
- 2001 Demolition
- 2003 Live in London (live i dvd,)
- 2004 Metalogy (box set; 4 utwory)

### ZIced Earth
- 2004 The Glorious Burden
- 2007 Overture of the Wicked
- 2007 Framing Armageddon (Something Wicked Part 1)

### ZBeyond Fear
- 2006 Beyond Fear

### ZYngwie Malmsteen's Rising Force
- 2008 Perpetual Flame
- 2010 Relentless

### Solowe
- 2009 Play My Game

### ZKK’s Priest
- Sermons of the Sinner (2021)[10]
- The Sinner Rides Again (2023)[11]

### Inne
- 2005 Numbers from the Beast: An All Star Salute to Iron Maiden[12]